# L'Enterrement de la sardine
L'Enterrement de la sardine (en espagnol : El Entierro de la sardina) est un tableau de petit format réalisé par Francisco de Goya entre 1814 et 1816. Il est à mettre en relation avec une série de tableaux de cabinet de mœurs espagnoles, bien que ceux-ci soient éloignés des esthétiques rococo et néoclassiques des cartons pour tapisserie.
Ces œuvres sont en grande partie responsables de la légende noire romantique attribuée à la peinture de Goya, car elles ont été imitées et diffusées en France par des artistes tels que Eugenio Lucas Velázquez et Francisco Lameyer y Berenguer.
L'Enterrement de la sardine reflète une tradition carnavalesque qui célèbre le dernier jour de ces fêtes. C'est la fin d'une période de monde à l'envers, de transgression, du protagonisme du peuple face aux institutions et de la prédominance du chaos face à l'ordre.

## Analyse
Bien qu'elle fasse partie d'un groupe de tableaux représentant les coutumes de la vie espagnole, cette peinture était à l'origine très subversive à l'égard de la religion catholique. Initialement, la bannière au centre du tableau portait le mot Mortus sur une forme indéfinie, qui pourrait être une sardine. Ce mot fait écho à celui qui apparaît dans les phrases typiques des bannières des processions du Vendredi saint (comme Christus mortus est hodie) bien que, fonctionnant comme une parodie (comme toute la tradition de l'enterrement de la sardine), il ferait référence à la mort du jeûne du Carême, symbolisé par le poisson.
Cependant, cette série d'allusions disparaît en partie parce que le mot a été remplacé par un masque grotesque et souriant, ce qui le relie aux attitudes du groupe de personnages qui dansent et portent des masques. Malgré cela, l'homme qui danse à droite porte apparemment un habit de frère, ce qui entretient une certaine parodie ou satire de l'establishment clérical. En outre, les deux femmes centrales qui dansent étaient, dans le dessin, des religieuses ; dans le tableau final, cette identification a disparu. Ce ne sont que des jeunes femmes maquillées qui font office de masque. En tout cas, la parodie religieuse a été remplacée par la simple présence de la danse, de la fête, du rire et de l'amusement populaire, comme protagoniste absolu du tableau. D'autres personnages, comme celui de gauche, plus ou moins déguisé en chèque ou en soldat du XVIIe siècle et brandissant une pique sur l'une des femmes, feraient référence à l'instinct sexuel indirectement déchaîné lors de cette fête. Les deux institutions décisives dans la configuration de la satire dans l'imaginaire populaire sont ainsi présentes sous une forme grotesque : l'armée, la force ; la morale, l'église.
Il faut également rappeler que, bien que le carnaval ait été autorisé sous la domination française, le retour de l'absolutisme de Ferdinand (qui est la date la plus probable pour la production de cette œuvre) a interdit ces expansions en raison des excès et des moqueries des institutions qui le soutenaient, bien que cette répression n'ait pas eu beaucoup d'effet. Quoi qu'il en soit, si Goya a effectivement peint le tableau entre 1815 et 1819, comme le soutient Bozal (2005), il réalise un acte de nature certainement critique et transgressive, montrant son rejet de la politique réactionnaire de Ferdinand VII.
Quant à la composition, elle est très proche de celles de la série avec laquelle elle forme un ensemble, en particulier Corrida de toros en un pueblo, puisqu'il s'agit d'un ovale illuminé, autour duquel (comme dans une arène) sont placés les spectateurs, bien que dans ce cas ils participent à la fête et soient également vêtus de masques. Cependant, par rapport au premier, L'enterrement de la sardine est dominé par la lumière sur l'ombre et la joie sur le drame, ce qui le distingue de Casa de locos, de Procesión de disciplinantes et du Tribunal de l'Inquisition, qui présentent tous une gamme chromatique limitée et dont les thèmes ne permettent pas une expansion festive.
Cette œuvre manifeste la joie de vivre du peuple et contraste avec les récentes scènes macabres des Désastres de la guerre ou la tragédie imminente de la série des Tauromachies, tout comme elle s'éloigne des autodafés, des démonstrations sanglantes des disciplines des flagellants ou du monde absurde et marginalisé de l'asile d'aliénés, tableaux auxquels elle est apparentée par le temps et le sujet. Il s'agit de mettre en évidence la « vitalité populaire », comme le souligne Bozal, au-delà des circonstances politiques et sociales. Ici, les classes inférieures jouissent de la liberté, s'expriment sans entrave et ne sont pas soumises aux restrictions, aux souffrances et même aux guerres imposées par des circonstances indépendantes de la volonté du peuple. C'est le message complémentaire à la dénonciation lancée par la série de tirages des Désastres de la guerre, où tout l'accent était mis sur la lutte des gens pour leur vie, pour leur foyer, et où les victimes étaient dépouillées de tout héroïsme et de toute représentation d'une quelconque cause. C'est le monde heureux de l'enterrement de la sardine, même si c'est le dernier jour, ou celui qui, pour un temps, donne libre cours à ses désirs vitaux, sans aucune considération morale et en montrant la simple festivité, lois, institutions et liens d'autorité abolis.